# Heringen (Werra)
Heringen (Werra) – miasto w Niemczech, w kraju związkowym Hesja, w rejencji Kassel, w powiecie Hersfeld-Rotenburg, nad rzeką Werrą.

## Współpraca
Miejscowości partnerskie:
- Heringen/Helme, Turyngia
- Odolanów, Polska
- Rombas, Francja